# Nekrolog April 2008
Nekrolog
◄◄
| ◄
| 2004
| 2005
| 2006
| 2007
| 2008 | 2009 | 2010 | 2011 | 2012 | ► | ►►
Januar |
Februar |
März |
April |
Mai |
Juni |
Juli |
August |
September |
Oktober |
November |
Dezember 2008
Weitere Ereignisse | Allgemeiner Nekrolog 2008
Die Beschreibung der verstorbenen Person sollte so kurz wie möglich gehalten sein und nur deren signifikante Tätigkeit(en) enthalten.
Neue Namen ggf. auch unter dem Geburts- und Sterbedatum, also etwa unter 1. Januar und im Geburts- und Sterbejahr (2024) eintragen (nur bei entsprechender großer Wichtigkeit). Für Beispiele siehe die schon vorhandenen Artikel.
Außerdem über die fünf zuletzt Verstorbenen, zu denen es einen ausreichend guten Artikel für eine Präsentation auf der Hauptseite gibt, nach der todesbedingten Überarbeitung der Artikel ggf. auch unter Wikipedia Diskussion:Hauptseite informieren und sie am besten auch in den anderen Wikipedia-Sprachversionen eintragen. Tipp: Regelmäßig bei news.google.de nach „ist tot“, „gestorben“ oder „verstorben“ suchen.
Wenn eine Person gestorben ist, gibt es viele Seiten zu dieser Person in der Wikipedia, die davon auch betroffen sind und entsprechend aktualisiert werden müssen. Beispiele: Namenübersichtsseite, Geburtsjahr, Geburtsort-Seiten und viele mehr.
Wie finde ich die betroffenen Seiten?
Im Suchfeld auf der linken Seite gibt man den Suchbegriff so ein: „Vorname Nachname“. Dann klickt man auf Volltext und alle Seiten mit entsprechendem Suchtext werden aufgerufen. Hier sieht man dann schnell, wo auch das Todesjahr Sinn macht oder sogar ein Teil des Artikels angepasst werden muss. Auch hilft das „Werkzeug“ auf der linken Seite sehr gut, um solche Seiten aufzufinden: „Links auf diese Seite“. Somit ist die Wikipedia wieder aktuell in allen Bereichen! Hinweis: bei Eintragung der Kategorie „Gestorben JAHR“ wird der Missbrauchsfilter 49 ausgelöst, was jedoch nicht schlimm ist. Siehe: Spezial:Missbrauchsfilter/49
Dies ist eine Liste von im April 2008 verstorbenen bekannten Persönlichkeiten. Die Einträge erfolgen innerhalb der einzelnen Daten alphabetisch sortiert. Tiere sind im Nekrolog für Tiere zu finden.

## April
| Tag        | Name                                        | Beruf, bekannt als | Alter | Beleg |
| ---------- | ------------------------------------------- | --- | ----- | ----- |
| 1. April   | Mosko Alkalai                               | israelischer Schauspieler voy.com                                                                                      | 77    |       |
| 1. April   | Tristan Jay Amero                           | US-amerikanischer Bombenattentäter mercurynews.com                                                                     | 26    |       |
| 1. April   | Shosh Atari                                 | israelische Schauspielerin haaretz.com                                                                                 | 58    |       |
| 1. April   | Péter Baczakó                               | ungarischer Gewichtheber                                                                                               | 56    |       |
| 1. April   | Sabin Bălașa                                | rumänischer Maler, Filmemacher und Autor                                                                               | 75    |       |
| 1. April   | Ernst-Bernd Blümle                          | deutsch-schweizerischer Ökonom                                                                                         | 75    |       |
| 1. April   | Natalia Dallapiccola                        | italienische Aktivistin der Fokolar-Bewegung                                                                           | 80    |       |
| 1. April   | Jim Finney                                  | englischer Fußballschiedsrichter                                                                                       | 83    |       |
| 1. April   | Jürgen Hans Grümmer                         | deutscher Bildhauer und Maler                                                                                          | 72    |       |
| 1. April   | Hugo Krautter                               | deutscher Steinmetzmeister und Bildhauer                                                                               | 80    |       |
| 1. April   | John Phillips                               | schottischer Snookerspieler glasgowtimes.co.uk                                                                         | 72    |       |
| 1. April   | Gerhard Renner                              | österreichischer Bibliothekar wien.gv.at                                                                               | 55    |       |
| 1. April   | Floyd Simmons                               | US-amerikanischer Leichtathlet                                                                                         | 84    |       |
| 1. April   | Peter Slawow                                | bulgarischer Jazz- und Rockmusiker (Schlagzeuger)                                                                      | 66    |       |
| 1. April   | Marvin Stone                                | US-amerikanischer Basketballspieler iht.com                                                                            | 26    |       |
| 1. April   | Maury Winetrobe                             | US-amerikanischer Filmeditor                                                                                           | 85    |       |
| 1. April   | Pedro Zaragoza Orts                         | spanischer Politiker                                                                                                   | 85    |       |
| 2. April   | Semiramis Aydınlık                          | deutsche Karikaturistin und Satirikerin                                                                                | 77    |       |
| 2. April   | Melvin Berman                               | US-amerikanisch-kanadischer Oboist, Komponist und Musikpädagoge                                                        | 79    |       |
| 2. April   | Jacques Berthier                            | französischer Schauspieler                                                                                             | 92    |       |
| 2. April   | Roger Blachon                               | französischer Cartoonist                                                                                               | 66    |       |
| 2. April   | Jacques Bondon                              | französischer Komponist                                                                                                | 80    |       |
| 2. April   | Marco Fraccaro                              | italienischer Arzt und Genetiker                                                                                       | 81    |       |
| 2. April   | Ken Kao                                     | taiwanischer Unternehmer (Gründer von D-Link) informationweek.de                                                       | 58    |       |
| 2. April   | Hans Kellner                                | deutscher Kommunalpolitiker (SPD)                                                                                      | 95    |       |
| 2. April   | Ray Poole                                   | US-amerikanischer American-Football-Spieler und -Trainer                                                               | 86    |       |
| 2. April   | Walter Ried                                 | deutscher Chemiker | 88    |       |
| 2. April   | Mona Seilitz                                | schwedische Schauspielerin, Synchronsprecherin und Moderatorin                                                         | 65    |       |
| 3. April   | Herbert E. Alexander                        | US-amerikanischer Politikwissenschaftler und Hochschullehrer                                                           | 80    |       |
| 3. April   | Hrvoje Ćustić                               | kroatischer Fußballspieler                                                                                             | 24    |       |
| 3. April   | William Denman Eberle                       | US-amerikanischer Politiker und Manager                                                                                | 84    |       |
| 3. April   | Wayne Frost                                 | US-amerikanischer Schauspieler und Breakdancer                                                                         | 44    |       |
| 3. April   | Karl-Heinz Henrichs                         | deutscher Radrennfahrer                                                                                                | 65    |       |
| 3. April   | Karl Heinz Jürging                          | deutscher Politiker (SPD), MdL                                                                                         | 73    |       |
| 3. April   | Jeremy R. Knowles                           | britischer Chemiker | 72    |       |
| 3. April   | Ivan Korade                                 | kroatischer General | 43    |       |
| 3. April   | Susanne Rahardt-Vahldieck                   | deutsche Politikerin (CDU), MdHB, MdB                                                                                  | 55    |       |
| 3. April   | Robert Tomasulo                             | US-amerikanischer Computeringenieur                                                                                    | 73    |       |
| 3. April   | Heinrich Johannes Wendker                   | deutscher Astrophysiker und Radioastronom                                                                              | 69    |       |
| 4. April   | Frédéric Deloffre                           | französischer Romanist und Literaturwissenschaftler                                                                    | 86    |       |
| 4. April   | Max Goldstein                               | schwedischer Kostümbildner deutscher Abstammung                                                                        | 83    |       |
| 4. April   | John Linthicum                              | US-amerikanischer Schriftsteller                                                                                       | 59    |       |
| 4. April   | Walentina Michailowna Litujewa              | sowjetische Leichtathletin                                                                                             | 78    |       |
| 4. April   | Josef Überall                               | deutscher Künstler und Objektkünstler                                                                                  | 71    |       |
| 4. April   | Wu Xueqian                                  | chinesischer Politiker, Außenminister der Volksrepublik China (1982–1988)                                              | 86    |       |
| 5. April   | Giuseppe Attardi                            | italienisch-US-amerikanischer Genetiker                                                                                | 84    |       |
| 5. April   | Herbert Breiteneder                         | österreichischer Rennfahrer                                                                                            | 54    |       |
| 5. April   | Alexander Grasshoff                         | US-amerikanischer Regisseur                                                                                            | 79    |       |
| 5. April   | Charlton Heston                             | US-amerikanischer Schauspieler und Präsident der Waffenbesitzervereinigung National Rifle Association                  | 84    |       |
| 5. April   | Anton Leeb                                  | österreichischer Generalstabsoffizier und Generaltruppeninspektor des österreichischen Bundesheeres                    | 95    |       |
| 5. April   | Jacqueline Leiner                           | französische Romanistin und Schriftstellerin                                                                           |       |       |
| 5. April   | Wolfgang Müllner                            | österreichischer Schauspieler und Regisseur derstandard.at                                                             | 56    |       |
| 5. April   | Boris Abramowitsch Rosenfeld                | russischer Mathematiker und Mathematikhistoriker                                                                       | 90    |       |
| 5. April   | Reinhart Schmidt                            | deutscher und Hochschullehrer, Professor für Betriebswirtschaftslehre, insbesondere Bankbetriebslehre und Fi...        | 68    |       |
| 5. April   | Frank Vest                                  | US-amerikanischer Bischof andromeda.rutgers.edu                                                                        | 74    |       |
| 5. April   | Michael White                               | australischer Sozialarbeiter und Psychotherapeut, Wegbereiter des narrativen Ansatzes in der systemischen Th...        | 59    |       |
| 6. April   | Shmuel Almog                                | israelischer Journalist und Historiker                                                                                 | 81    |       |
| 6. April   | Lakshman de Alwis                           | sri-lankischer Leichtathletik-Nationaltrainer de.news.yahoo.com                                                        | 68    |       |
| 6. April   | Ian Buchanan                                | britischer Publizist                                                                                                   | 76    |       |
| 6. April   | Gerard E. Caspary                           | US-amerikanischer Historiker deutscher Herkunft                                                                        | 79    |       |
| 6. April   | Jeyaraj Fernandopulle                       | sri-lankischer Politiker                                                                                               | 55    |       |
| 6. April   | Kuruppu Karunaratne                         | sri-lankischer Leichtathlet und Olympiateilnehmer de.news.yahoo.com                                                    | 47    |       |
| 6. April   | Rüdiger Lorenz                              | deutscher Neurochirurg                                                                                                 | 75    |       |
| 6. April   | Hans-Joachim Mack                           | deutscher General, stellvertretender NATO-Oberbefehlshaber                                                             | 80    |       |
| 6. April ? | Wanda Sachelarie-Vladimirescu               | rumänische Malerin cultura.ro                                                                                          | 92    |       |
| 6. April   | Georg R. Schroubek                          | tschechischer Volkskundler                                                                                             | 85    |       |
| 6. April   | Mathieu „Jeu“ Sprengers                     | niederländischer Fußballfunktionär uefa.com                                                                            | 69    |       |
| 6. April   | Dominique Venturi                           | korsischer Mafia-Pate                                                                                                  | 84    |       |
| 6. April   | Donald Walden                               | US-amerikanischer Jazzmusiker und Fim-Komponist                                                                        | 69    |       |
| 6. April   | Clemens Weber                               | deutscher Architekt | 102   |       |
| 7. April   | Virginijus Česnulevičius                    | litauischer Politiker                                                                                                  | 51    |       |
| 7. April   | Carl-Albert Keller                          | schweizerischer evangelischer Theologe, Missionar, Religionswissenschaftler und Mystikforscher                         | 87    |       |
| 7. April   | Herbert Krisp                               | deutscher Fußballspieler                                                                                               | 72    |       |
| 7. April   | Thomas Francis Little                       | australischer Geistlicher, Erzbischof von Melbourne                                                                    | 82    |       |
| 7. April   | Servais-Théodore Pinckaers                  | katholischer Moraltheologe, Dominikaner                                                                                | 82    |       |
| 7. April   | Ingeborg Schumacher                         | deutsche Schauspielerin                                                                                                | 71    |       |
| 7. April   | Karlheinz Seeger                            | österreichischer Physiker                                                                                              | 80    |       |
| 7. April   | Laurent Simonetti                           | französischer Bühnenmusiker                                                                                            |       |       |
| 7. April   | Georgi Stoew                                | bulgarischer Gangster und Schriftsteller                                                                               | 34    |       |
| 7. April   | Andrei Tolubejew                            | russischer Schauspieler lenta.ru                                                                                       | 63    |       |
| 7. April   | Esko Tommola                                | finnischer Nachrichtensprecher iltalehti.fi                                                                            | 77    |       |
| 7. April   | Phil Urso                                   | US-amerikanischer Jazzsaxophonist                                                                                      | 82    |       |
| 7. April   | Joachim Wattendorff                         | deutscher Biologe | 79    |       |
| 8. April   | Cedella Marley Booker                       | jamaikanische Sängerin und Autorin; Mutter von Bob Marley                                                              | 81    |       |
| 8. April   | John Button                                 | australischer Jurist und Politiker (ALP)                                                                               | 74    |       |
| 8. April   | Loren Driscoll                              | US-amerikanischer Sänger und lyrischer Tenor                                                                           | 79    |       |
| 8. April   | Graham Higman                               | englischer Mathematiker                                                                                                | 91    |       |
| 8. April   | Jack Hutchins                               | kanadischer Mittelstreckenläufer und Sprinter                                                                          | 81    |       |
| 8. April   | Stanley Kamel                               | US-amerikanischer Schauspieler                                                                                         | 65    |       |
| 8. April   | Ogawa Kunio                                 | japanischer Schriftsteller                                                                                             | 80    |       |
| 8. April   | Kazuo Shiraga                               | japanischer Maler des Action Painting                                                                                  | 83    |       |
| 08. April  | Cornelis Wijdekop                           | niederländischer Kanute                                                                                                | 94    |       |
| 9. April   | Timothy Beaumont, Baron Beaumont of Whitley | britischer Politiker, Parlamentsmitglied der Grünen Partei, Oberhausmitglied                                           | 79    |       |
| 9. April   | George Butler                               | US-amerikanischer Jazzproduzent                                                                                        | 76    |       |
| 9. April   | Ozzie Cadena                                | US-amerikanischer Jazz-Produzent                                                                                       | 83    |       |
| 9. April   | Diego Catalán                               | spanischer Romanist, Hispanist und Mediävist                                                                           | 79    |       |
| 9. April   | Bernhard Egger                              | deutscher römisch-katholischer Theologe                                                                                | 91    |       |
| 9. April   | Bengt Johansson                             | schwedischer Ringer | 82    |       |
| 9. April   | Erkki Junkkarinen                           | finnischer Sänger | 78    |       |
| 9. April   | Daniela Klemenschits                        | österreichische Tennisspielerin                                                                                        | 25    |       |
| 9. April   | Bob Kames                                   | US-amerikanischer Musiker wisn.com                                                                                     | 82    |       |
| 9. April   | Steffen Krauß                               | deutscher Fußballspieler                                                                                               | 43    |       |
| 9. April   | Willi Lojewski                              | deutscher Gewerkschafter                                                                                               | 83    |       |
| 9. April   | Jacques Morel                               | französischer Schauspieler                                                                                             | 85    |       |
| 9. April   | Johannes Müller                             | deutscher Heuristiker, Begründer der Systematischen Heuristik                                                          | 86    |       |
| 9. April   | Choubeila Rached                            | tunesische Sängerin lapresse.tn                                                                                        | 75    |       |
| 9. April   | Nadeschda Rumjanzewa                        | russische Schauspielerin newsru.com                                                                                    | 77    |       |
| 9. April   | Helmar Weseslindtner                        | österreichischer Physiker und Hochschullehrer                                                                          | 67    |       |
| 9. April   | Franz Wurst                                 | österreichischer Kinderarzt                                                                                            | 88    |       |
| 10. April  | Ernesto Corripio y Ahumada                  | mexikanischer Geistlicher, römisch-katholischer Erzbischof und Kardinal                                                | 88    |       |
| 10. April  | Peter Dubovský                              | slowakischer Ordensgeistlicher, römisch-katholischer Weihbischof im Bistum Banská Bystrica                             | 86    |       |
| 10. April  | Johnny Flick                                | luxemburgischer Geowissenschaftler wort.lu                                                                             | 77    |       |
| 10. April  | Georges Houel                               | französischer Leichtathlet, Rugbyspieler, Motorrad- und Automobilrennfahrer autonewsinfo.com                           | 94    |       |
| 10. April  | Sebastian Kuchenbaur                        | deutscher Politiker (CSU), MdL                                                                                         | 71    |       |
| 10. April  | Hans Dietrich Lindstedt                     | deutscher Schriftsteller und Journalist                                                                                | 78    |       |
| 10. April  | Shomu Mukherjee                             | indischer Filmproduzent und Filmregisseur                                                                              | 64    |       |
| 10. April  | Ramiz Mustafayev                            | sowjetisch-aserbaidschanischer Komponist, Dirigent und Musikpädagoge                                                   | 81    |       |
| 10. April  | Robert Stong                                | US-amerikanischer Mathematiker                                                                                         | 71    |       |
| 11. April  | Claude Abbes                                | französischer Fußballtorhüter                                                                                          | 80    |       |
| 11. April  | Robert William Dann                         | australischer Erzbischof von Melbourne localhistory.kingston.vic.gov.au                                                | 93    |       |
| 11. April  | Franciszek Duszeńko                         | polnischer Bildhauer                                                                                                   | 83    |       |
| 11. April  | Willoughby Goddard                          | britischer Schauspieler                                                                                                | 81    |       |
| 11. April  | Dickson Mabon                               | britischer Politiker (Labour, SDP)                                                                                     | 82    |       |
| 11. April  | Erich Radscheit                             | deutscher Maler und Grafiker                                                                                           | 96    |       |
| 11. April  | Denise Voïta                                | Schweizer Malerin und Grafikerin                                                                                       | 80    |       |
| 12. April  | Marga Berndt                                | deutsche Tänzerin | 96    |       |
| 12. April  | Christoph Bizer                             | deutscher evangelischer Theologe                                                                                       | 72    |       |
| 12. April  | Catherine Caughey                           | britisch-neuseeländische Informatikerin und Beschäftigungstherapeutin                                                  | 84    |       |
| 12. April  | Cecilia Colledge                            | britische Eiskunstläuferin                                                                                             | 87    |       |
| 12. April  | Dieter Eppler                               | deutscher Schauspieler und Regisseur                                                                                   | 81    |       |
| 12. April  | Hans Fretzer                                | österreichischer Autor und Theaterleiter derstandard.at                                                                | 83    |       |
| 12. April  | Wilfried Fitzenreiter                       | deutscher Bildhauer und Medailleur                                                                                     | 75    |       |
| 12. April  | Patrick Hillery                             | irischer Politiker, Minister und Präsident                                                                             | 84    |       |
| 12. April  | Josef Krasenbrink                           | deutscher Theologe, Ordensmann, Historiker                                                                             | 75    |       |
| 12. April  | Yrsa von Leistner                           | deutsche Bildhauerin und Malerin                                                                                       | 90    |       |
| 12. April  | Barbara McDermott                           | US-amerikanische Überlebende des Lusitania-Untergangs                                                                  | 95    |       |
| 12. April  | Bobby Tucker                                | US-amerikanischer Jazzpianist                                                                                          | 85    |       |
| 13. April  | Ignazio Fabra                               | italienischer Ringer                                                                                                   | 77    |       |
| 13. April  | Robert Greacen                              | irischer Dichter | 87    |       |
| 13. April  | Werner Hüllen                               | deutscher Sprachwissenschaftler (Angewandte Linguistik) und Fremdsprachendidaktiker                                    | 80    |       |
| 13. April  | Hans Loretan                                | Schweizer Bildhauer | 87    |       |
| 13. April  | Bob Luitweiler                              | US-amerikanischer Pazifist und Servas-Gründungsvater                                                                   |       |       |
| 13. April  | John Archibald Wheeler                      | US-amerikanischer theoretischer Physiker                                                                               | 96    |       |
| 14. April  | Gregory Afonsky                             | Erzbischof von Alaska (OCA) ktva.com                                                                                   | 82    |       |
| 14. April  | Horst Bingel                                | deutscher Schriftsteller, Lyriker und Grafiker                                                                         | 74    |       |
| 14. April  | Harald A. Enge                              | US-amerikanischer Physiker                                                                                             | 87    |       |
| 14. April  | Stan Flack                                  | US-amerikanischer Journalist („MacMinute“) maclife.de                                                                  | 42    |       |
| 14. April  | Wolf Freiherr von Hornstein                 | deutscher Verleger, Herausgeber und Koch                                                                               |       |       |
| 14. April  | Walter Hostert                              | deutscher Politiker (CDU)                                                                                              | 81    |       |
| 14. April  | Ollie Johnston                              | US-amerikanischer Animator                                                                                             | 95    |       |
| 14. April  | István Kemény                               | ungarischer Soziologe                                                                                                  | 82    |       |
| 14. April  | Marisa Sannia                               | italienische Sängerin                                                                                                  | 61    |       |
| 14. April  | Michael Spitz                               | deutscher Ordensgeistlicher und Religionspädagoge                                                                      | 70    |       |
| 14. April  | June Travis                                 | US-amerikanische Filmschauspielerin                                                                                    | 93    |       |
| 15. April  | David Cass                                  | US-amerikanischer Wirtschaftswissenschaftler                                                                           | 71    |       |
| 15. April  | Sean Costello                               | US-amerikanischer Blues- und Soul-Sänger                                                                               | 28    |       |
| 15. April  | Hazel Court                                 | englische Schauspielerin                                                                                               | 82    |       |
| 15. April  | Brian Davison                               | britischer Schlagzeuger                                                                                                | 65    |       |
| 15. April  | Hendrik Houthakker                          | US-amerikanischer Wirtschaftswissenschaftler                                                                           | 83    |       |
| 15. April  | Dan Grigorescu                              | rumänischer Literaturhistoriker evz.ro                                                                                 | 76    |       |
| 15. April  | Fernand Jaccard                             | Schweizer Fußballspieler und -trainer                                                                                  | 100   |       |
| 15. April  | Benoît Lamy                                 | belgischer Filmregisseur                                                                                               | 62    |       |
| 15. April  | Jean Leduc                                  | kanadischer Organist, Pianist und Musikpädagoge                                                                        | 97    |       |
| 15. April  | Dan Mateescu                                | rumänischer Ingenieur acad.ro                                                                                          | 96    |       |
| 15. April  | Krister Stendahl                            | schwedischer lutherischer Theologe und Bischof                                                                         | 86    |       |
| 15. April  | Geneviève Winding                           | französische Filmeditorin                                                                                              | 80    |       |
| 16. April  | Joe Alston                                  | US-amerikanischer Badmintonspieler                                                                                     | 81    |       |
| 16. April  | René Dereuddre                              | französischer Fußballspieler                                                                                           | 77    |       |
| 16. April  | Janusz Dolny                                | polnischer Pianist und Musikpädagoge                                                                                   | 80    |       |
| 16. April  | Donald Joseph Boomer Killick                | südafrikanischer Botaniker                                                                                             | 81    |       |
| 16. April  | Marianne Klappert                           | deutsche Politikerin (SPD), MdB                                                                                        | 64    |       |
| 16. April  | Kurt Kramer                                 | österreichischer Maler und Grafiker                                                                                    | 62    |       |
| 16. April  | Edward N. Lorenz                            | US-amerikanischer Meteorologe                                                                                          | 90    |       |
| 16. April  | Peter Michelsen                             | deutscher Germanist | 85    |       |
| 16. April  | Johannes Runnenburg                         | niederländischer Mathematiker                                                                                          | 76    |       |
| 16. April  | Joseph Solman                               | US-amerikanischer Maler                                                                                                | 99    |       |
| 16. April  | John Merritt Young                          | US-amerikanischer Jazzmusiker                                                                                          | 86    |       |
| 17. April  | Edna Andrade                                | US-amerikanische Malerin                                                                                               | 91    |       |
| 17. April  | Aimé Césaire                                | afrokaribisch-französischer Schriftsteller und Politiker                                                               | 94    |       |
| 17. April  | Gwyneth Dunwoody                            | britische Politikerin, Mitglied im House of Commons, MdEP                                                              | 77    |       |
| 17. April  | Werner Dürrson                              | deutscher Schriftsteller                                                                                               | 75    |       |
| 17. April  | Danny Federici                              | US-amerikanischer Rockmusiker                                                                                          | 58    |       |
| 17. April  | Robert Fendler                              | österreichischer Fußballspieler                                                                                        | 60    |       |
| 17. April  | Nicolette Goulet                            | US-amerikanische Schauspielerin                                                                                        | 51    |       |
| 17. April  | Paul Miron                                  | rumänisch-deutscher Romanist, Schriftsteller und Hochschullehrer                                                       | 81    |       |
| 17. April  | Mahesh Motiramani                           | deutscher Schriftsteller und Literaturwissenschaftler indischer Abstammung                                             | 54    |       |
| 17. April  | Wiktor Romanowitsch Prjaschnikow            | russischer Eishockeyspieler                                                                                            | 74    |       |
| 17. April  | Johann Scheid                               | deutscher Politiker Scheid, Johann in der Parlamentsdatenbank des Hauses der Bayerischen Geschichte in der Bavariathek | 82    |       |
| 17. April  | Hans Severin                                | deutscher Hochfrequenztechniker und Hochschullehrer pageplace.de                                                       | 87    |       |
| 17. April  | Michail Tanitsch                            | russischer Dichter newsru.com                                                                                          | 84    |       |
| 17. April  | Toyoji Tomita                               | US-amerikanischer Posaunist und Gartenbauer                                                                            | ≈57   |       |
| 18. April  | Peter J. F. Baskett                         | britischer Arzt onlinelibrary.wiley.com                                                                                | 73    |       |
| 18. April  | Jean Galot                                  | katholischer Theologe und Jesuit                                                                                       | 88    |       |
| 18. April  | Michael de Larrabeiti                       | britischer Schriftsteller und Journalist                                                                               | 73    |       |
| 18. April  | Hans-Jürgen Luczak                          | deutscher Ringer | 64    |       |
| 18. April  | Charles S. Minter Jr.                       | US-amerikanischer Offizier, Vizeadmiral der US-Navy                                                                    | 93    |       |
| 18. April  | Burkhard Oly                                | deutscher Bildhauer und Goldschmied                                                                                    | 69    |       |
| 18. April  | Joy Page                                    | US-amerikanische Schauspielerin                                                                                        | 83    |       |
| 18. April  | Hyman Spotnitz                              | US-amerikanischer Psychoanalytiker, Psychiater und Psychiatrieforscher                                                 | 99    |       |
| 18. April  | Burton Stone                                | US-amerikanischer Filmproduzent und Manager                                                                            | 80    |       |
| 18. April  | Winfried Vahlensieck                        | deutscher Urologe | 79    |       |
| 19. April  | Iris Bell                                   | US-amerikanische Musikerin                                                                                             | 73    |       |
| 19. April  | Elmar Bund                                  | deutscher Rechtshistoriker                                                                                             | 78    |       |
| 19. April  | Alessandro Cevese                           | italienischer Diplomat baz.ch                                                                                          | 57    |       |
| 19. April  | George Cressman                             | US-amerikanischer Wetterforscher nytimes.com                                                                           | 88    |       |
| 19. April  | Adalbert Durrer                             | Schweizer Politiker (CVP)                                                                                              | 57    |       |
| 19. April  | Wladimir Ferapontow                         | sowjetischer bzw. russischer Schauspieler, Synchronsprecher, Sänger und Synchronregisseur                              | 75    |       |
| 19. April  | Horst Herion                                | deutscher Religionspädagoge                                                                                            |       |       |
| 19. April  | Lawrence Hertzog                            | US-amerikanischer Drehbuchautor und Filmproduzent                                                                      | 56    |       |
| 19. April  | Rudi Kurzemann                              | österreichischer Mundartautor vorarlberg.orf.at                                                                        | 76    |       |
| 19. April  | Alfonso López Trujillo                      | kolumbianischer Geistlicher, Kardinal und Erzbischof von Medellín                                                      | 72    |       |
| 19. April  | Phyllis MacPherson-Russell                  | jamaikanische Politikerin (PNP)                                                                                        | 84    |       |
| 19. April  | John Marzano                                | US-amerikanischer Baseballspieler tsn.ca                                                                               | 45    |       |
| 19. April  | Geoff Polites                               | australischer Manager motorzeitung.de                                                                                  | 60    |       |
| 19. April  | Peter Scherfer                              | deutscher Romanist und Sprachwissenschaftler                                                                           | 63    |       |
| 19. April  | Pierino Pietro Selvatico                    | Schweizer Theologe, Jesuit und Geistlicher                                                                             | 75    |       |
| 19. April  | Oskar Sigmund                               | deutscher Komponist, Organist und Musikwissenschaftler                                                                 | 88    |       |
| 19. April  | Germaine Tillion                            | französische Ethnologin und Widerstandskämpferin der Résistance                                                        | 100   |       |
| 19. April  | Franz Toenniges                             | deutscher Kalligraf | 84    |       |
| 19. April  | Susanne Twardawa                            | deutsche Buchhändlerin, Autorin und Verlegerin                                                                         |       |       |
| 19. April  | Constant Vanden Stock                       | belgischer Fußballspieler und -funktionär                                                                              | 93    |       |
| 20. April  | Rudolf Agsten                               | deutscher Politiker (FDP), MdV, MdL                                                                                    | 81    |       |
| 20. April  | Richard Alexander                           | britischer Politiker der Conservative Party                                                                            | 73    |       |
| 20. April  | Ernst Balluf                                | österreichischer Maler und Grafiker                                                                                    | 86    |       |
| 20. April  | Bebe Barron                                 | US-amerikanische Filmkomponistin, Pionierin der Elektronischen Musik                                                   | 82    |       |
| 20. April  | Frank Michael Beyer                         | deutscher Komponist und Vertreter der Neuen Musik                                                                      | 80    |       |
| 20. April  | Gazanfer Bilge                              | türkischer Ringer | 83    |       |
| 20. April  | Ksente Bogoev                               | jugoslawischer bzw. mazedonischer Ökonom und Politiker                                                                 | 88    |       |
| 20. April  | Alfred Cammann                              | deutscher Gymnasiallehrer, Schriftsteller und Sammler ostdeutschen Erzählgutes                                         | 98    |       |
| 20. April  | Dogura Asa                                  | japanische Leichtathletin                                                                                              | 93    |       |
| 20. April  | Jiří Kalach                                 | tschechischer Komponist                                                                                                | 74    |       |
| 20. April  | Gustavo Romero Kolbeck                      | mexikanischer Botschafter                                                                                              | 84    |       |
| 20. April  | Monica Lovinescu                            | rumänische Literaturkritikerin evz.ro                                                                                  | 84    |       |
| 20. April  | VL Mike                                     | US-amerikanischer Rapper                                                                                               | 32    |       |
| 21. April  | Alphonsus Castermans                        | niederländischer Geistlicher, römisch-katholischer Weihbischof im Bistum Roermond                                      | 84    |       |
| 21. April  | Adi Cusin                                   | rumänischer Dichter romlit.ro                                                                                          | 67    |       |
| 21. April  | Darell Garretson                            | US-amerikanischer Basketballschiedsrichter nytimes.com                                                                 | 76    |       |
| 21. April  | Gerda Gasser                                | Schweizer Zirkusdirektorin und Unternehmerin nzz.ch                                                                    | 71    |       |
| 21. April  | Marvelli jr.                                | deutscher Zauberkünstler                                                                                               | 75    |       |
| 21. April  | Martin Michalski                            | deutscher Zauberkünstler und Autor                                                                                     | 81    |       |
| 21. April  | Nicăpetre                                   | rumänischer Bildhauer romlit.ro                                                                                        | 72    |       |
| 21. April  | Dinu Petroiu                                | rumänischer Kunstkritiker banatexpres.ro                                                                               | 85    |       |
| 21. April  | Aaron Shearer                               | US-amerikanischer Gitarrist und Musikpädagoge                                                                          | 88    |       |
| 21. April  | Gustl Weishappel                            | österreichisch-deutscher Schauspieler und Hörfunkmoderator                                                             | 82    |       |
| 21. April  | Al Wilson                                   | US-amerikanischer Soulmusiker                                                                                          | 68    |       |
| 22. April  | Bob Childers                                | US-amerikanischer Country- und Folksänger                                                                              | 61    |       |
| 22. April  | Ed Chynoweth                                | kanadischer Eishockeyfunktionär nhl.com                                                                                | 66    |       |
| 22. April  | Paul Davis                                  | US-amerikanischer Singer-Songwriter, Musiker und Produzent                                                             | 60    |       |
| 22. April  | Erich Egg                                   | österreichischer Historiker, Volkskundler und Museumsdirektor                                                          | 87    |       |
| 22. April  | Ernst Faseth                                | österreichischer Koch                                                                                                  | 91    |       |
| 22. April  | Hanns Holtwiesche                           | deutscher Maler, Bildhauer und Grafiker                                                                                | 77    |       |
| 22. April  | Jaspar von Oertzen                          | deutscher Schauspieler, Filmregisseur, Autor und Politiker (ÖDP)                                                       | 96    |       |
| 22. April  | Heinrich Ratjen                             | deutscher Leichtathlet                                                                                                 | 89    |       |
| 22. April  | Ričardas Tamulis                            | sowjetischer Boxer | 69    |       |
| 22. April  | Ernst Vlcek                                 | österreichischer Science-Fiction-Autor                                                                                 | 67    |       |
| 22. April  | Derek Thomas Whiteside                      | britischer Mathematikhistoriker                                                                                        | 75    |       |
| 22. April  | Grete Yppen                                 | österreichische Malerin                                                                                                | 90    |       |
| 23. April  | Abdellatif Abuhif                           | ägyptischer Marathonschwimmer                                                                                          | 78    |       |
| 23. April  | Jean Daniel Cadinot                         | französischer Filmregisseur und -produzent                                                                             | 64    |       |
| 23. April  | Marcel Chirnoagă                            | rumänischer Grafiker romani-adevarati.ro                                                                               | 77    |       |
| 23. April  | Heinz Geese                                 | deutscher Musiker | 78    |       |
| 23. April  | August Hartmann                             | deutscher Kommunalpolitiker (SPD)                                                                                      | 76    |       |
| 23. April  | Josef Öller                                 | österreichischer Landtagsabgeordneter (SPÖ)                                                                            | 58    |       |
| 23. April  | Falk Thiele                                 | deutscher Bogenschütze und Trainer                                                                                     | 45    |       |
| 23. April  | Siegfried Woitzat                           | deutscher Fußballspieler                                                                                               | 74    |       |
| 24. April  | Rolf Anschütz                               | deutscher Gastronom | 75    |       |
| 24. April  | Tristram Cary                               | britischer Komponist                                                                                                   | 82    |       |
| 24. April  | Heinrich Fisch                              | deutscher Pädagoge und Sozialwissenschaftler                                                                           | 82    |       |
| 24. April  | Jimmy Giuffre                               | US-amerikanischer Jazzsaxophonist, -klarinettist, -komponist und -arrangeur                                            | 86    |       |
| 24. April  | Hans Glauber                                | italienischer Soziologe und Umweltschützer                                                                             | 74    |       |
| 24. April  | Margit Humer-Seeber                         | österreichische Rundfunksprecherin und Programmgestalterin tirol.orf.at                                                | 84    |       |
| 24. April  | Cezar Ivănescu                              | rumänischer Dichter jurnalul.ro                                                                                        | 66    |       |
| 24. April  | Kenneth Keith Kallenbach                    | US-amerikanischer Schauspieler, Comedian und Moderator                                                                 | 39    |       |
| 24. April  | Jelena Georgijewna Koroljowa                | sowjetische Schauspielerin                                                                                             | 70    |       |
| 24. April  | Werner Thärichen                            | deutscher Schlagzeuger, Paukist der Berliner Philharmoniker, Komponist                                                 | 87    |       |
| 24. April  | Otto Timmermann                             | deutscher Mundart-Dichter und Erzähler Travemündes                                                                     | 91    |       |
| 24. April  | Michael Wonneberger                         | deutscher Politiker (CDU), MdV, MdB                                                                                    | 63    |       |
| 25. April  | Karl Bartmann                               | deutscher Facharzt für Laboratoriumsmedizin                                                                            | 87    |       |
| 25. April  | Max Glashoff                                | deutscher Buddhist | 95    |       |
| 25. April  | Willi Göttert                               | deutscher Pfarrer und Friedensaktivist                                                                                 | 97    |       |
| 25. April  | Margit Humer-Seeber                         | österreichische Schauspielerin                                                                                         | 84    |       |
| 25. April  | Milan Kangrga                               | jugoslawischer Philosoph und Hochschullehrer                                                                           | 84    |       |
| 25. April  | Humphrey Lyttelton                          | britischer Jazztrompeter, -Bandleader und Autor                                                                        | 86    |       |
| 25. April  | John H. McConnell                           | US-amerikanischer Geschäftsmann nhl.com                                                                                | 84    |       |
| 25. April  | Basil Studer                                | Schweizer Patristiker                                                                                                  | 82    |       |
| 26. April  | Alejandro Barletta                          | argentinischer Komponist und Bandoneonvirtuose                                                                         | 82    |       |
| 26. April  | Karl-Heinz Böttcher                         | deutscher Fußballspieler                                                                                               | 63    |       |
| 26. April  | Henry Brant                                 | US-amerikanischer Komponist                                                                                            | 94    |       |
| 26. April  | Jossi Harel                                 | israelischer Kommandant der Exodus                                                                                     | 90    |       |
| 26. April  | Henk Houwaart junior                        | belgischer Fußballspieler                                                                                              | 41    |       |
| 26. April  | Othmar Knapp                                | österreichischer Politiker (ÖVP)                                                                                       | 67    |       |
| 26. April  | Zbigniew Olech                              | polnischer Boxer | 67    |       |
| 26. April  | Wolf Ritz                                   | deutscher Porträtmaler und Bildhauer                                                                                   | 87    |       |
| 26. April  | Hermann Ströbel                             | deutscher Politiker, Staatssekretär in Thüringen                                                                       | 67    |       |
| 27. April  | Kurt Bolliger                               | Schweizer Luftwaffenchef, Präsident des Schweizerischen Roten Kreuzes                                                  | 88    |       |
| 27. April  | Ulrich Dibelius                             | deutscher Musikkritiker                                                                                                | 83    |       |
| 27. April  | Helmut Hempel                               | deutscher Judoka | ≈74   |       |
| 27. April  | Gerhard Kulitze                             | deutscher Fußballtrainer                                                                                               | 81    |       |
| 27. April  | Karl-Ernst Lober                            | deutscher Politiker (NPD), MdL                                                                                         | 80    |       |
| 27. April  | Lucien Monsi-Agboka                         | römisch-katholischer Bischof von Abomey, Benin                                                                         | 81    |       |
| 27. April  | Nicola Palladino                            | italienischer Schachfunktionär fide.com                                                                                | 76    |       |
| 27. April  | Marios Tokas                                | griechisch-zypriotischer Musiker                                                                                       | 53    |       |
| 28. April  | Diana Barnato Walker                        | britische Pilotin | 90    |       |
| 28. April  | Heinz Droßel                                | deutscher Jurist, Gerechter unter den Völkern                                                                          | 91    |       |
| 28. April  | Hans Eder                                   | österreichischer Skispringer, Nordischer Kombinierer, Langläufer                                                       | 81    |       |
| 28. April  | Alfred Habermann                            | deutsch-tschechischer Kunstschmied, Bildhauer, Zeichner, Restaurator und Designer                                      | 77    |       |
| 28. April  | Georges Heisbourg                           | luxemburgischer Diplomat                                                                                               | 90    |       |
| 28. April  | Conny Jackel                                | deutscher Jazz-Trompeter                                                                                               | 76    |       |
| 28. April  | Erwin Morscher                              | Schweizer Mediziner, Orthopädischer Chirurg, Klinikleiter und Autor                                                    |       |       |
| 28. April  | Eudy Simelane                               | südafrikanische Fußballspielerin und LGBT-Aktivistin                                                                   | 31    |       |
| 28. April  | Walter Walschek                             | deutscher Rallyefahrer marathonrally.com                                                                               | 56    |       |
| 28. April  | Dieter Witte                                | deutscher Industriedesigner                                                                                            |       |       |
| 29. April  | John Berkey                                 | US-amerikanischer Maler                                                                                                | 75    |       |
| 29. April  | Bo Yang                                     | chinesischer Schriftsteller                                                                                            | 88    |       |
| 29. April  | Gordon Bradley                              | englisch-US-amerikanischer Fußballspieler und -trainer washingtonpost.com                                              | 74    |       |
| 29. April  | Robert L. Bratton                           | US-amerikanischer Tontechniker                                                                                         | 89    |       |
| 29. April  | Chuck Daigh                                 | US-amerikanischer Rennfahrer                                                                                           | 84    |       |
| 29. April  | Hassan Dehqani-Tafti                        | iranischer Bischof independent.co.uk                                                                                   | 87    |       |
| 29. April  | Julie Ege                                   | norwegische Schauspielerin                                                                                             | 64    |       |
| 29. April  | Willi Egger                                 | österreichischer Skispringer und Nordischer Kombinierer                                                                | 75    |       |
| 29. April  | Johann Anton Hemberger                      | deutscher Bauingenieur und Bürgermeister                                                                               | 96    |       |
| 29. April  | Albert Hofmann                              | Schweizer Chemiker und Entdecker von LSD                                                                               | 102   |       |
| 29. April  | Anthony Kershaw                             | britischer Politiker                                                                                                   | 92    |       |
| 29. April  | Thomas Edvard Krogh                         | kanadischer Geologe |       |       |
| 29. April  | Claus Nissen                                | dänischer Schauspieler                                                                                                 | 69    |       |
| 29. April  | Julia Orlamünde                             | deutsche Altorientalistin                                                                                              | 43    |       |
| 29. April  | Bodo Scheurig                               | deutscher Historiker                                                                                                   | ≈80   |       |
| 29. April  | Charles Tilly                               | US-amerikanischer Historiker, Politologe, Soziologe                                                                    | 78    |       |
| 29. April  | Eta Tyrmand                                 | sowjetische und belarussische Komponistin, Pianistin und Hochschullehrerin                                             | 91    |       |
| 29. April  | Co van de Kieft                             | niederländischer Historiker, Mediävist und Lexikograf                                                                  | 89    |       |
| 29. April  | Micky Waller                                | britischer Rockmusiker, Schlagzeuger                                                                                   | 66    |       |
| 30. April  | Benedito Domingos Vito Coscia               | US-amerikanischer Geistlicher, römisch-katholischer Bischof von Jataí, Brasilien                                       | 85    |       |
| 30. April  | Juancho Evertsz                             | niederländischer Politiker auf den niederländischen Antillen                                                           | 85    |       |
| 30. April  | Heinrich Groß                               | deutscher Theologe | 91    |       |
| 30. April  | Wolfgang Klüpfel                            | deutscher Manager | 82    |       |
| 30. April  | Heinz Krause                                | deutscher Puppenspieler, Hörspielsprecher und Hörspielautor                                                            |       |       |
| 30. April  | Manolo                                      | türkischstämmiger Fußballfan und Trommler                                                                              |       |       |
| 30. April  | M. G. Pandithan                             | indisch-malaysischer Politiker                                                                                         | 68    |       |
| 30. April  | Clarence Ross                               | US-amerikanischer Bodybuilder                                                                                          | 84    |       |
| 30. April  | Friedrich A. Schott                         | deutscher Ozeanograph                                                                                                  | 69    |       |